# Drama Special
Drama Special (드라마 스페셜?, Deurama seupesyeolLR), conosciuta anche come KBS Drama Special, è una serie televisiva sudcoreana, trasmessa a partire dal 15 maggio 2010 su KBS2.
Ogni episodio di Drama Special presenta una storia a sé stante, che non ha alcun legame con le precedenti, similmente a Drama Stage, trasmesso dal canale TVN.